# Карага (Карагінський район)
Карага  (рос. Карага) — село у Карагінському районі Камчатського краю Російської Федерації.
Населення становить 268 (2018)  осіб. Входить до складу муніципального утворення село Карага.

## Історія
До 1 червня 2007 року у складі Коряцького автономного округу Камчатської області, відтак у складі Камчатського краю. Згідно із законом від 2 грудня 2004 року органом місцевого самоврядування є село Карага.

## Населення
| 2007 | 2008 | 2010 | 2012 | 2013 | 2014 | 2015 |
| ---- | ---- | ---- | ---- | ---- | ---- | ---- |
| 517  | ↘472 | ↘337 | ↘335 | ↘324 | ↘319 | ↘310 |
| 2016 | 2017 | 2018 |      |      |      |      |
| ↘290 | ↘279 | ↘268 |      |      |      |      |